# Agénor
Agénor (en griego Ἀγήνωρ o Αγήνορας) es un personaje de la mitología griega citado en el Catálogo de mujeres de Hesíodo y en la Biblioteca mitológica de Apolodoro. Casi siempre es citado como uno de los dos hijos de Libia y Poseidón, siendo su hermano Belo. Otros lo hacen una generación más joven y lo imaginan como hijo de Belo. Agénor marchó a Fenicia donde reinó y fue origen de una gran estirpe. Según Apolodoro allí se desposó con Telefasa, quien le hizo padre de al menos Fénix, Cílix, Cadmo y una hija, Europa. Los hijos y descendientes de Agénor, conocidos con el patronímico de Agenóridas, eran utilizados en la mitología como un catálogo de personajes emigrantes y desplazados.  

## Versión de Juan Malalas
Históricamente, según enciclopedias como la Sopena, Agénor fue un rey que dirigía una tribu de cananitas en las regiones de Sidón y Tiro. En aquella época, se profesaban en su religión sacrificios cruentos y Agénor pudo ser quien acabara con ellos, prodigando otras culturas del tipo egipcio y micénico. Juan Malalas nos dice que Libia y Poseidón engendraron a Agénor, Belo y un tal Enialio. Agénor y Belo se marcharon primero a Siria en busca de Ío pero no pudieron encontrarla. Después Agénor se marchó a Fenicia y se casó con su esposa Tiro de quien le viene el nombre de la ciudad de Tiro. Ambos tuvieron como hijos a Cadmo, Fénix, Siro, Cílix y Europa. Agénor fue rey durante sesenta y tres años. Se dice que Tauro, rey de Creta, atacó Tiro e incluso llegó a tomar la ciudad y raptó a Europa. Los hijos de Agénor tuvieron que luchar en las fronteras del país. El rey Agénor regresó a Tiro de la guerra y aprendido sobre Tauro y el secuestro, envió inmediatamente a Cadmo para recuperar Europa con mucho dinero y un ejército. Cuando estaba a punto de morir, Agénor ordenó que toda la tierra que había conquistado se repartiera entre sus tres hijos. Fénix tomó Tiro y su interior, y llamó al país Fenicia con su nombre. Del mismo modo, Siro llamó al país que le fue asignado, Siria. También Cílix llamó a las latitudes que le fueron asignadas Cilicia.

## El mito de Europa
Agénor tuvo de Telefasa varios hijos y una hija, Europa, la cual fue su preferida. Esta se convirtió al crecer en una bella mujer. Un día, mientras paseaba por una playa del reino de su padre, fue vista por Zeus y el amontonador de nubes se encaprichó de ella. Transformándose en un formidable ejemplar de toro, la raptó, subiéndola a sus lomos y partiendo en un vuelo sobre las aguas del mar. Cuando Agénor supo la noticia, mandó a sus hijos a buscar a su hija con la promesa de devolverla a casa o morir en el intento. Telefasa, que estaba en estado, acompañó a sus hijos en la expedición, durante la cual moriría. Desterrados y sin posibilidad de encontrar a Europa, cada uno marchó del reino de su padre.

## Descendencia de Agénor
A Agénor se lo relaciona con diversas consortes, de las cuales Telefasa es la principal, también llamada Argíope, a la sazón una hija del Nilo, o bien Tiro, una epónima. Otras fuentes mencionan a una hija de Belo, ora Antíope, ora Damno. De acuerdo a Ferécides la primera esposa de Agenor fue Damno, quien le dio a Fénix y a dos hijas llamadas Isea y Melia. Con su segunda esposa, Argíope, fue padre de Cadmo.
| Agenórida | Particularidades |
| --------- | --- |
| Cadmo     | Su madre fue Telefasa, Argíope o Tiro. Había llegado a Delfos, más allá en la búsqueda que sus hermanos, siguiendo el designio del oráculo, fundó Cadmea en Beocia, ciudad que un día sería conocida como la famosa Tebas. |
| Cílix     | Su madre fue Telefasa o Tiro. Se instaló en el Asia Menor entre la costa y los montes Antitauro fundando la Cilicia. |
| Clidánope | West la cree, conjeturalmente, una hija de Agénor. |
| Doriclo   | Citado por Ferécides; Doriclo es un mero hápax. |
| Europa    | Su madre fue Telefasa, Argíope o Tiro; fue la madre de Minos, Radamantis y Sarpedón. |
| Fénix     | Su madre fue Telefasa, Damno o Tiro; fundó su ciudad justo al lado, fundando Fenicia. |
| Fineo     | Atormentado por las Harpías. Nacido durante el viaje, fundaría Tinia (en el mar Negro). |
| Idotea    | Denominada como esposa de Fineo y hermana de Cadmo. |
| Isea      | Su madre fue Damno; fue la esposa de Egipto. |
| Lábdaco   | Más común como hijo de Polidoro. |
| Melia     | Su madre fue Damno; fue la esposa de Dánao. |
| Polidoro  | Más común como hijo de Cadmo. |
| Siro      | Epónimo de Siria, su madre fue Tiro. |
| Taígete   | Más común como Atlántide. |
| Taso      | Colonizaría la isla homónima de Tasos. |

| Predecesor: - | Rey de Tiro c. 1500 a. C. | Sucesor: Fénix |